# Чернівецька обласна організація Національної спілки художників України
48°15′42″ пн. ш. 25°57′10″ сх. д. / 48.261699° пн. ш. 25.952754° сх. д.
Чернівецька обласна організація Національної спілки художників України — структурний підрозділ Національної спілки художників України.

## Історія
Чернівецька обласна організація художників України була створена в 1944 році. Серед організаторів буковинської спілки художників були уже відомі на той час художники, вихідці із буковинських сіл, які потім стали керівниками спілки: Євзебій Ліпецький, Пантелеймон Видинівський та Корнелій Дзержик.
Серед історичних натхненників створення обласної організації художників треба назвати Миколу Івасюка, який безпосередньо був учителем Ліпецького, Видинівського та Дзержика, а також Юстина Пігуляка (народився в с. Мамаївці Кіцманського району), Августину Кохановську (народилася в м. Кимполунг, Південна Буковина), Епамінандоса Бучевського (народився в с. Якобень, Південна Буковина), Євгена Максимовича (народився в смт Вашківці Вижницького району) та інших.
Обласна організація художників формувалася з художників-фронтовиків, випускників вузів Києва, Харкова. Керівниками колективу у ці роки були К. Дзержик, Л. Купневський. 1950 року вперше було видано каталог обласної виставки.
За час існування спілки понад 30 її членів були удостоєні високих державних нагород — звання народний художник України, заслужений художник України, заслужений діяч мистецтв України та заслужений майстер народної творчості України. Не тільки в Україні відомі такі митці як Одарка Киселиця (народилася в смт Берегомет Вижницького району), Петро Мегик (народився в с. Бочківці Хотинського району), Ярослав Паладій (народився в смт Кострижівка Заставнівського району), Іван Холоменюк (народився на Черкащині, працював на Буковині) та інші.
Діяльність Спілки є різноплановою, переважна більшість членів Спілки є активними учасниками всеукраїнських та міжнародних виставок, випускають особисті каталоги, беруть активну участь у громадському житті краю та навчають мистецтву юних талантів.
В Чернівцях при участі спілчанців створені і функціонують Художній музей та Центр культури «Вернісаж», проводяться персональні виставки у приміщеннях облдержадміністрації, обласному Держказначействі та міській раді.

## Голови Чернівецької спілки художників
- Ліпецький Євзебій Олександрович;
- Видинівський Пантелеймон Федорович;
- Дзержик Корнелій Володимирович (з квітня 1944 року);
- Купневський Борис Леонідович (1949—1961);
- Холоменюк Іван Олександрович (1962—1976; 1986—1990);
- Санжаров Володимир Тимофійович (1976—1981);
- Сизов Володимир Павлович (1982—1986);
- Гордіца Іван Дмитрович (1990—1992, 2002—2009);
- Полатайко Ярема Миколайович (1995—2002);
- Салевич Іван Миколайович (2009—2013);
- Хілько Ігор Олегович (2013—2016);
- Гушкевич Юрій Петрович (з 2016 року).

## Діючі члени спілки
- Андрич Віра Іллівна
- Балан Іван Дмитрович
- Баричева Інна Іванівна
- Буток Володимир Ілліч
- Богдан Людмила Борисівна
- Вірста Святослав Васильович
- Воронюк Володимир Анатолійович
- Гамаль Володимир Ілліч
- Гармидер Олександр Володимирович
- Гнатюк Валерій Михайлович
- Гніздовський Яків Іванович
- Готинчан Владислав Сільвянович
- Горбатий Геннадій Іванович
- Гордіца Іван Дмитрович
- Гордіца Софія Іванівна
- Гринчак Іван Пантелеймонович
- Гуцул Іван Андрійович
- Гушкевич Юрій Петрович
- Дугаєва Тетяна Ігорівна
- Єлісоветій Михайло Георгійович
- Жарков Олександр Іванович
- Житарюк Анатолій Миколайович
- Запорожець Володимир Петрович
- Запорожець Галина Миколаївна[3]
- Заяць Ярослав Миколайович
- Ільченко Ярослав Ілліч
- Каленик Ірина Іванівна
- Ковалюк Степан Васильович
- Козлов Валерій Борисович
- Колісник Сергій Петрович
- Косович Віталій Якович
- Кравець Дмитро Михайлович
- Кравчук Костянтин Георгійович
- Краснов Володимир Миколайович
- Кривобок Ганна Вікторівна
- Криворучко Орест Іванович
- Куваєва Лариса Іллівна
- Кушнірюк Віталій Васильович
- Лекалов Рудольф Миколайович
- Лемський Петро Єфремович
- Літвінов Олександр Семенович
- Любківський Олег Іванович
- Малованюк Іван Лазарович
- Матвіїшин Галина-Жанна Ярославівна
- Морар Тетяна Вікторівна
- Негода Борис Михайлович
- Новак Діана Дмитрівна
- Пасічанський Ярослав Іванович
- Пержан Штефан Іванович
- Петращук-Гинга Оксана Яківна
- Піонтковський Анатолій Тадеушович
- Подолян Михайло Михайлович
- Покотило Тамара Володимирівна
- Полатайко Ярема Миколайович
- Пушкарьов Павло Петрович
- Рабушин Юрій Петрович
- Рибачук Марина Василівна
- Риптик Дарія Спиридонівна
- Руснак Манолій Васильович
- Салевич Іван Миколайович
- Самойлова Вікторія Вікторівна
- Сизов Володимир Павлович
- Січкар Яків Петрович
- Стасюк Дарія Сильвестрівна
- Статнік Ганна Анатоліївна
- Стребков Юрій Веніамінович
- Стребкова Ірина Веніаміновна
- Сушарник Анна Олександрівна
- Талалай Ігор Федорович
- Твердохліб Юрій Васильович
- Тирон Манолій Манолійович
- Урсу Наталія Олексіївна
- Фочук Ганна Октавіанівна
- Фурлет Анатолій Борисович
- Хілько Ігор Олегович
- Ходаківський Григорій Володимирович
- Холоменюк Андрій Іванович
- Царик Тетяна Тарасівна
- Шевчук Василь Федорович
- Шевчук Наталя Богданівна
- Шелегін Віталій Юрійович
- Шелегін Максимиліан Віталійович
- Юр'єв Ігор Зотович

## Колишні члени спілки
- Беклемішева Ірина Михайлівна
- Бондаренко Микола Никифорович
- Борисенко Павло Федорович
- Васягін Григорій Васильович
- Видинівський Пантелеймон Федорович
- Вілков Михайло Іванович
- Віхренко Іван Гнатович
- Герцюк Тарас Пахомович
- Давиденко Зоя Костянтинівна
- Дзержик Корнелій Володимирович
- Жуковський Едуард Федорович
- Казарбін Мартем'ян Васильович
- Кирилюк Юрій Петрович
- Киселиця Одарка Олексіївна
- Клігер Ігнац Нахманович
- Ковалюк Василь Григорович
- Копельман Леон Озіасович
- Косарева Ніна Сергіївна
- Криніц Моріц Перецович
- Купневський Борис Леонідович
- Лассан Валентин Володимирович
- Лимар Анатолій Павлович
- Лисаківський Микола Михайлович
- Ліпецький Євзебій Олександрович
- Михайленко Олена Миколаївна
- Мінський Джозеф Петрович
- Нейман Еллаїда Данилівна
- Онуфреїв Іван Петрович
- Очеретько Яків Омелянович
- Поп'юк Ілля Остапович
- Плаксій Олександр Семенович
- Радомський Іван Степанович
- Симоненко Володимир Михайлович
- Скиба Анатолій Георгійович
- Смолін Микола Федорович
- Солдатов Володимир Петрович
- Солдатова Одарка Іванівна
- Тебенькова Антоніна Федорівна
- Удін Юрій Тимофійович
- Француз Олена Йосипівна
- Холоменюк Іван Олександрович
- Хохалев Сергій Апполонович
- Чудінов Юрій Васильович
- Щербяков Борис Володимирович
- Єлісоветій Михайло Георгійович
- Яковенко Петро Максимович
- Ярмольчук Наталія Георгіївна